# Todorokite
La todorokite è un minerale appartenente al gruppo della coronadite.

## Morfologia
Tre piccoli noduli di todorokite, associata a quarzo (il nodulo più grande pesava 6,95 g), sono stati studiati nell'Abisso Skerk 6328/6138VG (Carso Triestino). I noduli si trovavano alla profondità di circa 100 metri ed erano teneri, di colore nerastro. La loro struttura interna era irregolare oppure sottilmente stratificata. È stato notato anche qualche filamento di probabile origine organica.